# 阿修羅城の瞳
『阿修羅城の瞳』（あしゅらじょうのひとみ）は、劇団☆新感線の「いのうえ歌舞伎」と呼ばれるシリーズの演目名で、サブタイトルまで含めた正式な名称は『阿修羅城の瞳 BLOOD GETS IN YOUR EYES』。かずき悠大（現、中島かずき）作。これまでに3度上演されているが、全ていのうえひでのりによる演出による。

## 概要
同様のシリーズに『スサノオ』『髑髏城の七人』『アテルイ』『吉原御免状』などがある。
初演は1987年5月7日 - 5月10日、阪急ファイブ・オレンジルームで、当時看板女優だった白石恭子の引退作品として上演された。
以後13年間再演されなかったが、2000年に市川染五郎を主役に迎え、松竹のバックアップを受けたInouekabuki Shochiku-mixとして、8月3日より大阪松竹座、8月17日より新橋演舞場で上演される。2003年には染五郎以外の配役を全て変更して再演。7万人を動員した。
いのうえ歌舞伎は、小劇場の手法に加え歌舞伎の見得や外連などを取り入れた演出が特徴であるが、本作はそれに加え、作中の時代背景や内容的にも四世鶴屋南北の東海道四谷怪談へのオマージュが盛り込まれており、小劇場ファンや商業演劇ファン、歌舞伎ファンなど、様々なジャンルの演劇ファンを取り込むことに成功した。
2005年には滝田洋二郎が監督をつとめ映画化。全国松竹系で配給された。

## あらすじ
時は文化文政の頃。江戸の町は、人知れず鬼がはびこる魔の都と化していた。
幕府は、そんな鬼たちを退治する組織「鬼御門」を結成。現在は十三代目安倍晴明が取り仕切っている。
その鬼御門に所属し「鬼殺し」の異名を持つ病葉出門（わくらばいずも）は、五年前のとある事件が契機で鬼御門を辞め、中村座の四世鶴屋南北に弟子入りしていた。
出門はある日、安倍晴明殺害の下手人として鬼御門の副隊長・安倍邪空（あべのじゃくう）に追われている女盗賊「闇のつばき」と出会い、彼女をかくまうことになる。そこから出門とつばきの悲恋劇が始まる。
美惨（びざん）と呼ばれる尼僧姿の鬼は鬼たちを率い、「鬼たちの救世主」となる阿修羅の復活は近い、と告げるのだった。
果たして、阿修羅とは一体──

## 演劇

### 初演
劇団☆新感線 INOUE KABUKI II
『阿修羅城の瞳 BLOOD GETS IN YOUR EYES』
- 1987年5月7日 - 5月10日：阪急ファイブ・オレンジルーム
  - 作：かずき悠大
  - 演出：いのうえひでのり

出演
- 病葉出門：古田新太
- 闇のつばき：白石恭子
- 安倍邪空：猪上秀徳
- 美惨尼：鳳ルミ
- 桜姫：入船ヒロコ
- 祓刀斎：逆木圭一郎
- 孫太郎：粟根まこと
- 笑死：西田ふみ
- 四世鶴屋南北：枯暮修
- 十三代目安倍晴明：竹田団吾
- その他キャスト：吉田ヤスエ・前田ミカ・新井らあ・松井とおる・マンモス藤井

### 再演
Inouekabuki Shochiku-mix
『阿修羅城の瞳 BLOOD GETS IN YOUR EYES』
- 2000年8月3日 - 8月12日：大阪松竹座
- 2000年8月17日 - 8月27日：新橋演舞場

- 作：中島かずき
- 演出：いのうえひでのり

出演
- 病葉出門：市川染五郎
- 闇のつばき：富田靖子
- 美惨：江波杏子
- 桜姫：森奈みはる
- 祓刀斎：渡辺いっけい
- 呼鉄：村木仁
- 火縁：村木よし子
- 水誼：山本カナコ
- 樹真：杉本恵美
- 谷地：中谷さとみ
- 安倍海王：橋本じゅん
- 安倍龍神：粟根まこと
- 安倍獅子虎：インディ高橋
- 孫太郎：河野まさと
- 流しの滝次：Taki
- 望月高弥郎：渡辺いっけい
- 賀茂南雀：磯野慎吾
- 賀茂白丞：吉田メタル
- 笑死：新谷真弓
- 赤鷲鬼：川原正嗣
- 白豹鬼：前田悟
- 黄熊鬼：大林勝
- 鬼の一党、南北の弟子たち、鬼御門の部下、江戸市民：船橋祐司・武田浩二・佐治康志・藤家剛・フランキー仲村・松本高弥
- 鬼の一党、女たち、南北の弟子たち、女官たち、江戸市民：北原美智子・篠田紀子・下田智美・白倉由美子・中里安也美・中間千草
- 安倍邪空：古田新太
- 四世鶴屋南北：加納幸和
- 十三代目安倍晴明：平田満

### 再々演
Inouekabuki Shochiku-mix
『阿修羅城の瞳 BLOOD GETS IN YOUR EYES』
- 2003年8月8日 - 8月30日：新橋演舞場
- 2003年9月6日 - 9月28日：大阪松竹座

- 作：中島かずき
- 演出：いのうえひでのり

出演
- 病葉出門：市川染五郎
- 闇のつばき：天海祐希
- 美惨：夏木マリ
- 桜姫：高田聖子
- 祓刀斎：橋本じゅん
- 呼鉄：右近健一
- 火縁：山本カナコ
- 水誼：保坂エマ
- 樹真：黒石えりか
- 谷地：山田麻衣子
- 安倍雷王：川原正嗣
- 安倍鳴王：前田悟
- 安倍震王：河野まさと
- 安倍大黒：村木仁
- 安倍毘沙門：インディ高橋
- 孫太郎：吉田メタル
- 滝次：Taki
- 花柱多香蔵：河野まさと
- 俵蔵：磯野慎吾
- 笑死：麻見奈央
- 阿餓羅：横山一敏
- 吽餓羅：藤家剛
- 鬼の一党、南北の弟子たち、鬼御門の部下、江戸市民：船橋祐司・武田浩二・佐治康志・三住敦洋・フランキー仲村・松本染二郎・松本錦次・和田三四郎・阿波連朋子・栗原妃美・武田みゆき・白川亜季・高橋志穂・柳田陽子
- 安倍邪空：伊原剛志
- 四世鶴屋南北：小市慢太郎
- 十三代目安倍晴明：近藤芳正

### ミュージカル
宝塚歌劇団星組で上演。
- 2025年4月19日 - 6月1日：宝塚大劇場
- 2025年6月28日 - 8月10日：東京宝塚劇場
- 潤色・上演台本・演出：小柳奈穂子
- 原作演出：いのうえひでのり

出演
本公演／新人公演の順で示している。
- 病葉出門：礼真琴／稀惺かずと
- 闇のつばき：暁千星／詩ちづる
- 四世鶴屋南北：美稀千種／彩紋ねお
- 阿餓羅：白妙なつ／瞳きらり
- 俵蔵：輝咲玲央／青風希央
- 十三代目安倍晴明：ひろ香祐／凰陽さや華
- 吽餓羅：紫りら／詩花すず
- 賀茂白丞：朝水りょう／朝稀さいら
- 火縁：澪乃桜季／彩夏こいき
- 孫太郎：夕渚りょう／瑠羽らいと
- 滝次：天希ほまれ／珀亜れい
- 美惨：小桜ほのか／鳳花るりな
- 賀茂南雀：蒼舞咲歩／桃李拍
- 水誼：七星美妃／愛花いと
- 樹真：二條華／咲園りさ
- 安倍邪空：極美慎／大希颯
- 安倍雷王：碧海さりお／飛翠真凜
- 安倍鳴王：夕陽真輝／世奈未蘭
- 安倍毘沙門：天飛華音／樹澄せいや
- 谷地：都優奈／碧羽陽
- 笑死：瑠璃花夏／美玲ひな
- 呼鉄：綾音美蘭／乙妃優寿
- 安倍大黒：稀惺かずと／馳琉輝
- 桜姫：詩ちづる／乙華菜乃
- 安倍震王：大希颯／和波煌

## 映画
2005年4月16日に松竹の製作・配給で公開された。
日本初の著作権信託による映画ファンドが話題になった。
2000年版・2003年版と同じく主演を務めた市川はこれが映画初主演作品であり、本作品と『蟬しぐれ』で報知映画賞主演男優賞および日刊スポーツ映画大賞主演男優賞を受賞した。
美術監督の林田裕至は、戦国時代をアジア風に描いた『あずみ』に続き、徳川幕府や鎖国がなかったらというコンセプトでアジアンテイストが混在した江戸を描写している。メセットは京都映画撮影所の6つのステージのうち5つに組まれ、準備期間も含め3か月にわたり使用された。

### スタッフ
- 監督：滝田洋二郎
- 脚本：戸田山雅司・川口晴
- 音楽：菅野よう子
- 原作：中島かずき（劇団☆新感線）
- 撮影：柳島克己
- キャラクターデザイン : 篠原保
- 特殊造型：原口智生
- 美術：林田裕至[7]
- 衣装デザイン：竹田団吾
- 殺陣：諸鍛冶裕太
- 視覚効果：松本肇[7]
- ED：スティング「マイ・ファニー・バレンタイン」
- 企画・プロデュース：宮島秀司
- プロデュース：榎望、森太郎、中村隆彦
- 製作総指揮：迫本淳一
- 製作統括：久松猛朗、平井文宏、石川富康、西垣慎一郎、伊達寛、長瀬文男
- 製作プロダクション：松竹
- 製作協力：松竹京都映画
- 製作：阿修羅城の瞳製作委員会（松竹、日本テレビ放送網、讀賣テレビ放送、衛星劇場、エフエム東京、IMAGICA）

### 出演
- 病葉出門：市川染五郎
- つばき：宮沢りえ
- 美惨：樋口可南子
- 呼鉄：鵜沢優子（G-Rockets）
- 火縁：山中陽子（G-Rockets）
- 水誼：関根あすか（G-Rockets）
- 樹真：半澤友美（G-Rockets）
- 谷地：沢尻エリカ
- 奥田庄兵衛：二反田雅澄
- 伊藤喜四郎：桑原和生
- 孫太郎：螢雪次朗
- 滝次：皆川猿時
- 今川左馬次郎：松本幸太郎
- 俵蔵：大倉孝二
- 笑死：韓英恵
- 阿餓羅：夏山剛一
- 吽餓羅：清水一哉
- 商人風の男：山田辰夫
- 花魁：土屋久美子
- 鬼になる浪人：城戸裕次
- 少女：橋本くるみ
- 鬼の妻：藤田むつみ
- 鬼になる老人：大矢敬典
- 不夜街の鬼：本山力
- 安倍邪空：渡部篤郎
- 四世鶴屋南北：小日向文世
- 国成延行：内藤剛志

## その他のメディア展開

### 小説
- 出水秋成 『A SHU RA ストーリー・オブ・ザ・ムービー 阿修羅城の瞳』（小学館）

### 漫画
映画のタイアップとして、小学館の月刊IKKI2005年6月号（第3巻6号通巻27号）の別冊付録に収録され2005年4月25日発売。
原作、中島かずき。作画は望アキラ。122ページの書き下ろし。